# Cymindis abeillei
Cymindis abeillei es una especie de coleóptero de la familia Carabidae.

## Distribución geográfica
Habita en Francia y Malta.